# Volleybalvereniging Orion 2020-2021 (maschile)
Questa voce raccoglie le informazioni riguardanti il Volleybalvereniging Orion nelle competizioni ufficiali della stagione 2020-2021.

## Organigramma societario
Area direttiva
- Presidente: Jeroen Westdijk

Area tecnica
- Allenatore: Joris Marcelis

## Rosa
| N° | Nome               | Ruolo | Data di nascita  | Nazionalità sportiva |
| -- | ------------------ | ----- | ---------------- | -------------------- |
| 1  | Jannes van der Ham | C     | 9 aprile 1995    | Paesi Bassi          |
| 2  | Bas van Bemmelen   | C     | 18 agosto 1989   | Paesi Bassi          |
| 3  | David Bes          | C     | 18 novembre 1999 | Paesi Bassi          |
| 4  | Tijmen Laane       | S     | 2 febbraio 1988  | Paesi Bassi          |
| 5  | Colin Zuijdgeest   | S     | 8 settembre 1998 | Paesi Bassi          |
| 6  | Markus Held        | P     | 19 agosto 2000   | Paesi Bassi          |
| 7  | Stijn Held         | P     | 3 novembre 1994  | Paesi Bassi          |
| 8  | Shalev Saada       | S     | 1º maggio 1992   | Israele              |
| 9  | Adam White         | S     | 8 settembre 1989 | Australia            |
| 10 | Rob Jorna          | L     | 3 ottobre 1992   | Paesi Bassi          |
| 11 | Jordan Dalrymple   | S     | 28 luglio 1993   | Inghilterra          |
| 12 | Zakk Hadgett       | C     | 9 settembre 1996 | Inghilterra          |
| 15 | Noah van Dam       | P     | 9 giugno 1999    | Paesi Bassi          |
| 16 | Jasper Diefenbach  | C     | 17 marzo 1988    | Paesi Bassi          |

## Statistiche

### Statistiche di squadra
| Competizione          | Punti | In casa | In casa | In casa | In trasferta | In trasferta | In trasferta | Totale | Totale | Totale |
| Competizione          | Punti | G       | V       | P       | G            | V            | P            | G      | V      | P      |
| --------------------- | ----- | ------- | ------- | ------- | ------------ | ------------ | ------------ | ------ | ------ | ------ |
| Eredivisie            | 19/8  | 8       | 5       | 3       | 7            | 3            | 4            | 15     | 8      | 7      |
| Coppa dei Paesi Bassi | -     | 1       | 0       | 1       | 1            | 1            | 0            | 2      | 1      | 1      |
| Supercoppa olandese   | -     | -       | -       | -       | -            | -            | -            | 2      | 1      | 1      |
| Totale                | -     | 9       | 5       | 4       | 8            | 4            | 4            | 19     | 10     | 9      |